# Thamos, König in Ägypten
Thamos, roi d'Égypte

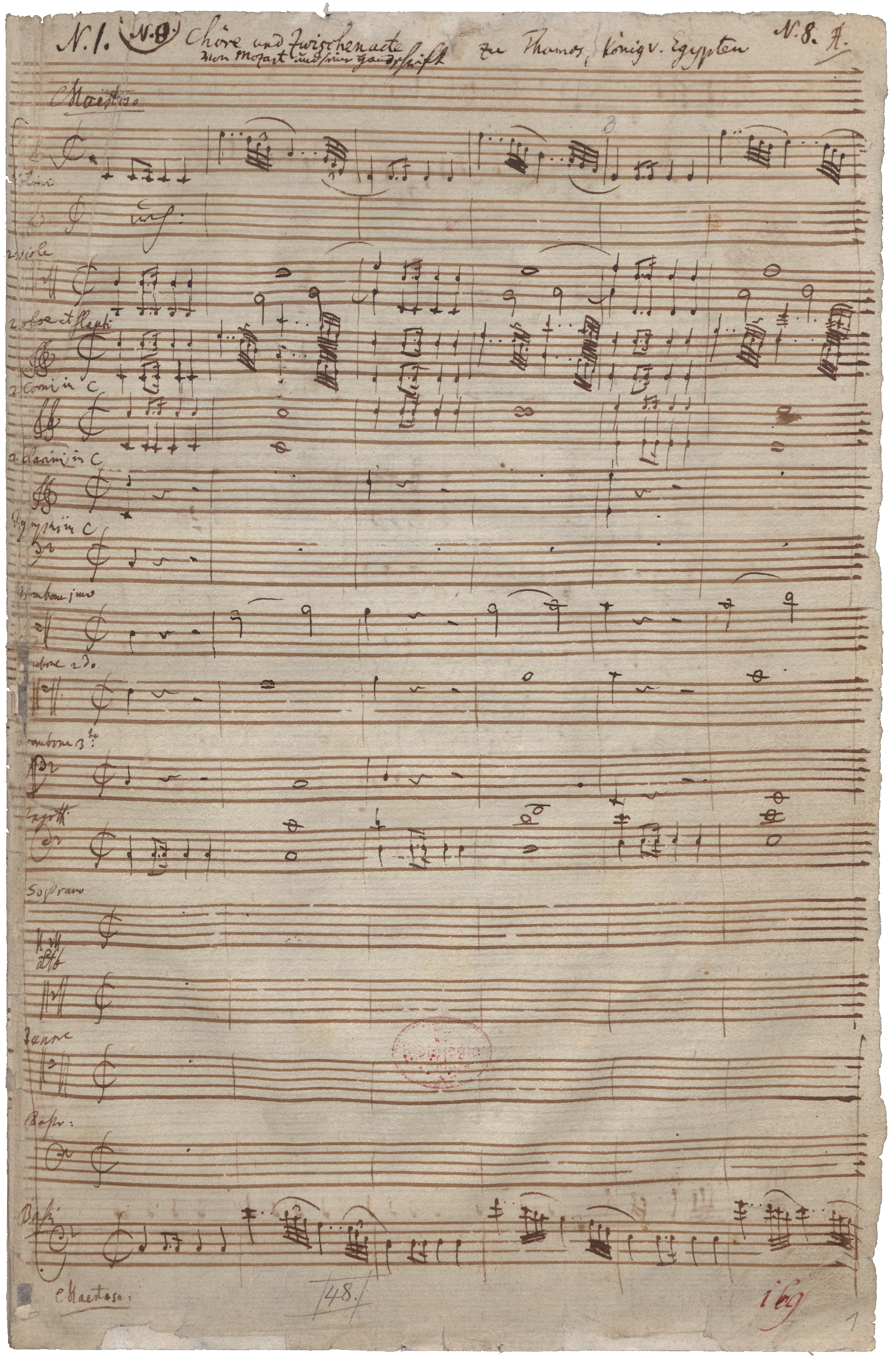
Partition autographe de Mozart.

Thamos, König in Ägypten, K. 345/336a (Thamos, roi d'Égypte) est un drame du baron Tobias Philipp von Gebler, pour lequel Wolfgang Amadeus Mozart composa une musique de scène dans le style de l'opéra, entre 1773 et 1780.

## Origine
La pièce de théâtre Thamos, roi d'Egypte fut écrite par le baron von Gebler (1720/1722-1786), poète, conseiller impérial et vice-chancelier à la chancellerie de la cour de Bohême. Le drame du baron von Gebler s'inspirait d'un roman français, publié à Paris par Jean Terrasson en 1731, Sethos, Histoire, ou Vie tirée des monumens anecdotes de l'ancienne Egypte, traduite d'un manuscrit grec, qui, malgré son titre, n'était certainement pas tiré d'un manuscrit grec.
Publiée en 1773 à Prague et à Dresde, la pièce de Gebler fut donnée pour la première fois à Bratislava le 11 décembre de la même année avec deux chœurs composés pour l'occasion par un certain Johann Tobias Sattler (?-1774). C'était une tradition viennoise bien établie de jouer de la musique entre les actes des pièces parlées, et aussi de fournir une introduction musicale au début de la représentation. Le 31 mai 1773, Gebler écrivit à l'éditeur berlinois Friedrich Nicolai : « Si mon Thamos doit être honoré au point d'être représenté à Berlin, je peux fournir une musique chorale qui n'est pas du tout mal écrite et qui a été supervisée tout du long par Gluck ».
Le rôle de Gluck demeure incertain : supervisa-t-il la composition de Gebler ou lui conseilla-t-il au contraire de la rejeter et de faire appel à Mozart ? Gebler annonça à Nicolai dans une lettre du 13 décembre 1773 : "Je joins la musique de Thamos, telle qu'elle a été créée récemment par un certain Sigr. Mozzart [sic]. C'est son œuvre originale et le premier choeur est très bien." C'est donc à Mozart, jeune compositeur de 17 ans alors établi à Salzbourg, que Gebler commanda de nouveaux chœurs pour sa pièce Thamos. La commande intervint probablement lors du séjour de Mozart à Vienne de juillet à octobre 1773 et la composition des deux chœurs d'ouverture des actes 1 et 5 à l'automne 1773.

## Argument
Thamos va succéder au trône d'Égypte à son père, Ramsès qui l'a usurpé au roi légitime, Ménès. Celui-ci est revenu pour se venger sous le déguisement du grand-prêtre Sethos. Thamos aime la prêtresse Saïs, qui est en réalité Tharsis, la fille de Ménès que celui-ci destine à Phéron, un général traître. Quand Ménès révèle sa vraie identité, Phéron est frappé par la foudre. Vaincu, Ménès cède sa couronne à Thamos et Tharsis.

## Premières représentations
La pièce, avec les deux chœurs composés par Mozart, fut créée au Kärntnertortheater à Vienne, probablement le 4 avril 1774. Il n'est pas certain que la totalité de la musique de Mozart fut jouée avec la pièce de son vivant. Les avis divergent sur la date des entractes : certains musicologues estiment que les deux chœurs ont été écrits en 1773 et les entractes en 1779-1780 ; d'autres soutiennent que les entractes ont également été composés en 1773 et simplement révisés en 1779. Des représentations à Salzbourg en 1776 et 1779-1780 ont pu contenir les interludes orchestraux et les trois chœurs dans leur version finale. Comme il ressort d'un hebdomadaire d'information sur le théâtre de Salzbourg, le Salzburger Theaterwochenblatt du 3 janvier 1776, la grande scène chorale no 7 ne date pas de 1779 mais avait déjà été jouée à Salzbourg en 1775. Cette représentation laisse supposer que la musique d'entracte de Mozart a également été jouée cette année-là.
Mozart tenait beaucoup à sa musique pour Thamos. Le 15 février 1783, il écrivit à son père à Salzbourg : « Je suis vraiment désolé de ne pas pouvoir utiliser la musique pour Thamos. Cette pièce a été abandonnée ici [à Vienne], car elle n'a pas été aimée et ne sera plus jouée. Elle devrait être jouée, juste pour le plaisir de la musique. »
La musique de Mozart fut réutilisée en 1783 pour une autre pièce (située en Inde au lieu de l'Égypte) : Lanassa de Karl Martin Plümicke.

## Rôles
Le seul rôle nommé dans la musique de Mozart est celui de Sethos, le grand-prêtre (baryton). Il y a des parties pour quatre autres solistes (soprano, alto, ténor et basse) et pour un chœur de prêtres et de prêtresses.

## Numéros musicaux
- 1. Chœur « Schon Weichet Dir, Sonne » (acte I)
- 2. Interlude actes I-II (Maestoso - Allegro)
- 3. Interlude actes II-III (Andante)
- 4. Interlude actes III-IV (Allegro)
- 5. Interlude actes IV-V (Allegro vivace assai)
- 6. Soli et Chœur « Gottheit, Uber Alle Machtig! » (acte V)
- 7. Solo de Sethos et Chœur « Ihr Kinder Des Staubes, Erzittert » (acte V)

## Analyse
L'auteur de la pièce, Tobias Philipp von Gebler, était franc-maçon, ce qui explique certaines similitudes avec La Flûte enchantée, autre opéra maçonnique du compositeur composé en 1791. L'action se déroule dans l'ancienne Égypte, la reine Mirza ressemble à la Reine de la nuit, le grand prêtre Sethos a des points communs avec Sarastro, Saïs annonce Pamina et épouse le jeune prince initié Thamos-Tamino. La pièce ne comporte cependant aucun contrepoint comique, contrairement au couple Papageno-Papagena dans La Flûte.

## Discographie
- Theo Adam, Eberhard Buchner, Karin Eickstaedt, Dietrich Knothe, Gisela Pohl, Hermann-Christian Polster, Staatskapelle Berlin, Rundfunk-Solistenvereiningung Berlin, direction Bernhard Klee, Philips CD, 422 525.
- Alastair Miles, Angela Kazimierczuk, Paul Tindall, Julian Clarkson, English Baroque Soloists, Monteverdi Choir, direction: John Eliot Gardiner. Polygram CD,  (EAN 0028943755627). Contient aussi des versions précédentes des numéros 1, 6 et 7.
- Charlotte Lehmann, Oly Pfaff, Rose Scheible, Bruce Abel, Chœur & Orchestre de la Radio du Wurtemberg, direction Jörg Faerber, dans l'Intégrale Mozart, Brilliant Classics.
- Thomas Thomaschke, Janet Perry, Anne-Marie Mühle, Marius van Altena, Harry van der Kamp, Collegium Vocale, Netherlands Chamber Choir, Royal Concertgebouw Orchestra Amsterdam, Nikolaus Harnoncourt, Teldec CD LC6019

## Mises en scène récentes (XXIesiècle)
- Yannis Kokkos, Insula orchestra, Laurence Equilbey, 2018.
- Adaptation par Carlus Padrissa (ca) (1959-) et La Fura dels Baus, Salzburg, 2019, avec René Pape, Fatma Saïd, Nutthaporn Thammathi[2], accompagnés par le Bachchor et la Camerata de Salzbourg dirigée par Alondra de la Parra.
- David Reiland, Orchestre National de Lille, 2021, mise en scène par Damien Chardonnet-Darmaillacq.